# Kenneth Welsh
Kenneth 'Ken' Welsh (Edmonton, 30 maart 1942 – Toronto, 5 mei 2022) was een Canadese acteur.

## Biografie
Welsh studeerde drama op de high school en verhuisde hierna naar Montreal waar hij verder ging studeren aan de National Theatre School. Na het halen van zijn diploma deed hij auditie voor de Stratford Festival in Stratford en begon zijn acteerloopbaan in het theater waar hij zeven jaar verbleef.
Welsh heeft ook zesmaal opgetreden op Broadway, in 1978 maakte hij zijn debuut met het toneelstuk The Inspector General. Hierna speelde hij in 1979 in het toneelstuk Whose Life Is It Anyway, in 1981 in het toneelstuk Piaf, in 1984 in het toneelstuk The Real Thing, in 1986 in het toneelstuk Social Security en in 1997 in het toneelstuk The Little Foxes.
Welsh begon in 1969 met acteren voor televisie in de film The Three Musketeers. Hierna heeft hij nog meer dan 220 rollen gespeeld in films en televisieseries (in Canada en Amerika) zoals Falling in Love (1984), Heartburn (1986), Radio Days (1987), Crocodile Dundee II (1988), Twin Peaks (1990-1991), Timecop (1994), The Practice (2003), The Day After Tomorrow (2004), The Aviator (2004), Four Brothers (2005), Fantastic Four: Rise of the Silver Surfer (2007), Kit Kittredge: An American Girl (2008) en Grey Gardens (2009).
Welsh overleed thuis op 5 mei 2022. Hij werd 80 jaar oud.

## Filmografie

### Films
Selectie:
- 2009 Survival of the Dead – als Patrick O'Flynn
- 2009 Grey Gardens – als Max Gordon
- 2008 A Very Merry Daughter of the Bride – als Jack
- 2008 Kit Kittredge: An American Girl – als oom Hendrick
- 2007 Silk – als burgemeester Joncour
- 2007 Fantastic Four: Rise of the Silver Surfer – als dr. Jeff Wagner
- 2006 The Covenant – als Provost Higgins
- 2005 The Exorcism of Emily Rose– als dr. Mueller
- 2005 Four Brothers – als Robert Bradford
- 2004 The Aviator – als dr. Hepburn
- 2004 The Day After Tomorrow – als vice president Becker
- 2004 Miracle – als Doc Nagobads
- 2003 Eloise at Christmas time – als Sir Wilkes
- 2003 The Pentagon Papers – als John McNaughon
- 2000 G-Saviour – als generaal Garneaux
- 1998 The Taking of Pelham One Two Three – als Caz Hollowitz
- 1997 Absolute Power – als Sandy Lord
- 1994 Legends of the Fall – als sheriff Tynert
- 1994 Timecop – als Utley
- 1994 Death Wish V: The Face of Death – als luitenant Mickey King
- 1988 Crocodile Dundee II – als Brannigan
- 1987 Radio Days – als radiostem
- 1986 Heartburn – als dr. Appel
- 1984 Falling in Love – als dokter
- 1980 Phobia – als sergeant Wheeler

### Televisieseries
Uitgezonderd eenmalige gastrollen.
- 2020 Star Trek: Discovery - als admiraal Senna Tal - 2 afl.
- 2018 - 2019 Lodge 49 - als Larry Loomis - 8 afl.
- 2015 The Lizzie Borden Chronicles - als advocaat van Lizzie
- 2014 The Divide - als Stanley Zale - 5 afl.
- 2014 The Best Laid Plans - als Angus McLintock - 6 afl.
- 2009 The Last Templer – als Bill Vance - 2 afl.
- 2006 Above and Beyond – als Lord Beaverbrook – 2 afl.
- 2005 Tilt – als Seymour Annisman – 5 afl.
- 2004 ReGenesis – als dr. Shelby Sloane – 3 afl.
- 2003 The Practice – als rechter Harrod – 3 afl.
- 2002 Soul Food – als dr. Jackson Pruitt – 2 afl.
- 2001 Witchblade – als kapitein Joe Siri – 2 afl.
- 2000 D.C. – als Neil – 3 afl.
- 2000 Twitch City – als mr. Surdjic – 2 afl.
- 1996 Due South – als Randal K. Bolt - 2 afl.
- 1990 – 1991 Twin Peaks – als Windom Earle – 10 afl.
- 1988 The Murder of Mary Phagan – als Luther Rosser – 2 afl.
- 1987 Spenser: For Hire – als luitenant Webster Bloom – 2 afl.
- 1985 Empire, Inc. – als James Munroe – 6 afl.

## Prijzen

### Daytime Emmy Awards
- 1999 in de categorie Uitstekende Acteur in een Kinderfilm met de film Edison: The Wizard of Light – genomineerd.

### Gemini Awards
- 2000 in de categorie Beste Optreden door een Acteur in een Film met de film External Affairs – genomineerd.
- 1999 in de categorie Beste Optreden door een Acteur in een Film met de film Scandalous Me: The Jacqueline Susann Story – genomineerd.
- 1998 in de categorie Beste Optreden door een Acteur in een Film met de film Hiroshima – gewonnen.
- 1992 in de categorie Beste Optreden door een Acteur in een Film met de film Deadly Betrayel: The Bruce Curtis Story – gewonnen.
- 1990 in de categorie Beste Optreden door een Acteur in een Film met de film Love and Hate: The Story of Colin and Joanne – gewonnen.
- 1988 in de categorie Beste Optreden door een Acteur in een Film met de film And Then You Die – gewonnen.

### Genie Awards
- 1996 in de categorie Beste Optreden door een Acteur in een Bijrol met de film Margaret's Museum – gewonnen.
- 1987 in de categorie Beste Optreden door een Acteur in een Hoofdrol met de film Loyalties – genomineerd.
- 1985 in de categorie Beste Optreden door een Acteur in een Hoofdrol met de film Reno and the Doc – genomineerd.
- 1984 in de categorie Beste Optreden door een Acteur in een Bijrol met de film Tell Me That You Love Me – genomineerd.

- Biblioteca Nacional de España: XX4906445
- Bibliothèque nationale de France: cb142385438 (data)
- Gemeinsame Normdatei: 1061727092
- International Standard Name Identifier: 0000 0001 0779 9407
- Library of Congress Control Number: no98108654
- MusicBrainz: 348d6ac3-092f-4f9f-a76e-28c96ff3a9e9
- Nationale Bibliotheek van Israël: 987007442340905171
- Système universitaire de documentation: 16666622X
- Virtual International Authority File: 38998822
- WorldCat: E39PBJfmvjCbjj4xwX34rVXTpP